# THE RCA/AIR YEARS LP BOX 1976-1982
『THE RCA ⁄ AIR YEARS LP BOX 1976-1982』（ザ・アールシーエー エアー・イヤーズ・エルピー・ボックス 1976-1982）は、2002年2月20日に発売された山下達郎のアナログ・ボックス・セット。

## 解説
山下達郎がBMG（RCA ⁄ AIRレーベル）で発表したオリジナル・アルバム7タイトルに、CD再発に際し収録されたものとは別内容のボーナス・トラック・ディスクを加えた9枚組アナログ・ボックス。シリアル・ナンバー入りの初回生産限定盤、各180g重量盤仕様。プロモ盤も含む9作の復刻オリジナル・シングル盤全ジャケット封入。
いずれのアルバムも、レコード・レーベルはジャケットの一部を使用したデザインに一新。歌詞カードは共通のデザインに統一され、曲解説はCDとほぼ同一のものが付けられている。ケースには今回の再発に際し新たに書き下ろされた鈴木英人のイラストがレイアウトされている。

## パッケージ、アートワーク
アルバムの帯には以下のキャッチコピーが記載されている。

## Disc 1 『CIRCUS TOWN』 (BVJR-17001)

### 収録曲

#### New York Side
1. CIRCUS TOWN （サーカス・タウン）
  - Words by 吉田美奈子, Music by 山下達郎
  - ©1976 FUJIPACIFIC MUSIC INC.
2. WINDY LADY （ウィンディ・レイディ）
  - Words & Music by 山下達郎
  - ©1976 FUJIPACIFIC MUSIC INC.
3. MINNIE （ミニー）
  - Words & Music by 山下達郎
  - ©1976 FUJIPACIFIC MUSIC INC.
4. 永遠に
  - Words by 吉田美奈子, Music by 山下達郎
  - ©1976 ALFA MUSIC, INC.

#### Los Angels Side
1. LAST STEP （ラスト・ステップ）
  - Words by 吉田美奈子, Music by 山下達郎
  - ©1976 ALFA MUSIC, INC.
2. CITY WAY （シティ・ウェイ）
  - Words by 吉田美奈子, Music by 山下達郎
  - ©1976 FUJIPACIFIC MUSIC INC.
3. 迷い込んだ街と
  - Words by 吉田美奈子, Music by 山下達郎
  - ©1976 FUJIPACIFIC MUSIC INC.
4. 夏の陽
  - Words & Music by 山下達郎
  - ©1976 FUJIPACIFIC MUSIC INC.

### クレジット
| <New York Side>                                                         |
| Produced & Arranged by CHARLES CALELLO                                  |
| Recording & Mixing Engineer : JOE JORGENSEN                             |
| Recorded & Mixed at Media Sound Studio, New York, N.Y. in Aug. 1976     |
|                                                                         |
| <Los Angels Side>                                                       |
| Produced by JIMMI SEITER & JOHN SEITER                                  |
| Arranged by 山下達郎 & JERRY YESTER (Background Vocals)                 |
| Recording & Mixing Engineer : RICHIE SCHMITT                            |
| Recorded & Mixed at RCA Hollywood Studio, Los Angels, CAL. in Sep. 1976 |
| Production Co-odinater : 小杉理宇造                                     |
|                                                                         |
| Disc Mastering Engineer : 小鉄徹 (JVC)                                  |
|                                                                         |
| Original Art Direction : 佐藤憲吉                                       |
| Original Design : 佐藤憲吉                                              |
| Cover Photographs : 小暮徹                                              |
| Re-issue Design : 高原宏 & 上原加代                                     |
|                                                                         |
| Originally Released in 1976/10/25 as RCA RVL-8004                       |

## Disc 2 『SPACY』 (BVJR-17002)

### 収録曲

#### Side A
1. LOVE SPACE （ラブ・スペイス）
  - Words by 吉田美奈子, Music by 山下達郎
  - ©1977 FUJIPACIFIC MUSIC INC.
2. 翼に乗せて
  - Words by 吉田美奈子, Music by 山下達郎
  - ©1977 FUJIPACIFIC MUSIC INC.
3. 素敵な午後は
  - Words by 吉田美奈子, Music by 山下達郎
  - ©1977 FUJIPACIFIC MUSIC INC.
4. CANDY （キャンディー）
  - Words by 吉田美奈子, Music by 山下達郎
  - ©1977 FUJIPACIFIC MUSIC INC.
5. DANCER （ダンサー）
  - Words & Music by 山下達郎
  - ©1977 FUJIPACIFIC MUSIC INC.

#### Side B
1. アンブレラ
  - Words by 吉田美奈子, Music by 山下達郎
  - ©1977 FUJIPACIFIC MUSIC INC.
2. 言えなかった言葉を
  - Words by 吉田美奈子, Music by 山下達郎
  - ©1977 FUJIPACIFIC MUSIC INC.
3. 朝の様な夕暮れ
  - Words & Music by 山下達郎
  - ©1977 FUJIPACIFIC MUSIC INC.
4. きぬずれ
  - Words by 吉田美奈子, Music by 山下達郎
  - ©1977 FUJIPACIFIC MUSIC INC.
5. SOLID SLIDER （ソリッド・スライダー）
  - Words by 吉田美奈子, Music by 山下達郎
  - ©1977 FUJIPACIFIC MUSIC INC.

### クレジット
| Produced & Arranged by 山下達郎                                         |
| except Horn Arrangement on “言えなかった言葉を” by CHARLES CALELLO      |
| Production Co-odinater : 小杉理宇造                                     |
|                                                                         |
| Recording & Mixing Engineer : 吉田保                                    |
| Recording Studios : Sound City, Onkio Haus & RVC in Feb.26〜Apr.18 1977 |
| Mixed at RVC & Onkio Haus                                               |
|                                                                         |
| Disc Mastering Engineer : 小鉄徹 (JVC)                                  |
|                                                                         |
| Original Art Direction, Design & Photograph : 佐藤憲吉                  |
| Re-issue Design : 高原宏 & 上原加代                                     |
|                                                                         |
| Originally Released in 1977/5/25 as RCA RVL-8006                        |

## Disc 3/4  『IT'S A POPPIN' TIME』 (BVJR-17003〜4)

### 収録曲

#### Side A
1. スペイス・クラッシュ (Space Crush)
  - Words & Music by 山下達郎
  - ©1978 FUJIPACIFIC MUSIC INC.
2. 雨の女王 (Rain Queen)
  - Words & Music by 山下達郎
  - ©1978 FUJIPACIFIC MUSIC INC.
3. ピンク・シャドウ (Pink Shadow)
  - Words by 岩沢二弓, Music by 岩沢幸矢
  - © 1974 THE MUSIX PUBLISHER
4. 時よ
  - Words & Music by 吉田美奈子
  - © 1978 ALFA MUSIC, INC.
5. シルエット (Silhouette)
  - Words by 吉田美奈子, Music by 山下達郎
  - ©1978 FUJIPACIFIC MUSIC INC.

#### Side B
1. ウインディ・レイディ (Windy Lady)
  - Words & Music by 山下達郎
  - ©1976 FUJIPACIFIC MUSIC INC.
2. 素敵な午後は
  - Words by 吉田美奈子, Music by 山下達郎
  - ©1977 FUJIPACIFIC MUSIC INC.
3. ペイパー・ドール (Paper Doll)
  - Words & Music by 山下達郎
  - ©1978 FUJIPACIFIC MUSIC INC.
4. キャンディ (Candy)
  - Words by 吉田美奈子, Music by 山下達郎
  - ©1977 FUJIPACIFIC MUSIC INC.

#### Side C
1. エスケイプ (Escape)
  - Words & Music by 山下達郎
  - ©1978 FUJIPACIFIC MUSIC INC.
2. HEY THERE LONELY GIRL
  - Words by Earl Shuman, Music by Leon Carr
  - ©1963 MUSIC SALES CORPORATION, New York, N.Y.,U.S.A.
  - Rights for Japan cotrolled by K.K. Music Sales
  - Authorized for sales in Japan only

#### Side D
1. ソリッド・スライダー (Solid Slider)
  - Words by 吉田美奈子, Music by 山下達郎
  - ©1977 FUJIPACIFIC MUSIC INC.
2. サーカス・タウン (Circus Town)
  - Words by 吉田美奈子, Music by 山下達郎
  - ©1976 FUJIPACIFIC MUSIC INC.
3. MARIE
  - Words & Music by 山下達郎
  - ©1978 FUJIPACIFIC MUSIC INC.

### クレジット
| <Musicians>                             |
|                                         |
| “LIVE”                                  |
| 山下達郎 : Lead Vocal & Electric Guitar |
| 村上“PONTA”秀一 : Drums                 |
| 岡沢章 : Bass                           |
| 松木恒秀 : Electric Guitar              |
| 坂本龍一 : Keyboards                    |
| 土岐英史 : Alto Sax & Soprano Sax       |
| 伊集加代子 : Background Vocals          |
| 吉田美奈子 : Background Vocals          |
| 尾形道子 : Background Vocals            |
|                                         |
| “SPACE CRUSH”                           |

| 山下達郎 : | - Lead Vocal, Electric Guitar (Right), Percussion - & Background Vocals |

| 村上“PONTA”秀一 : Drums                                       |
| 岡沢章 : Bass                                                 |
| 松木恒秀 : Electric Guitar (Left)                             |
| 坂本龍一 : Keyboards                                          |
| 土岐英史 : Soprano Sax                                        |
|                                                               |
| “MARIE”                                                       |
| 山下達郎 : All Voices                                         |
|                                                               |
| Produced & Arranged by 山下達郎                               |
| Production Co-odinater : 小杉理宇造                           |
|                                                               |
| Recording & Mixing Engineer : 吉田保                          |
| Recorded Live at PIT-INN Roppongi, Tokyo in March 8 & 9, 1978 |
| except “SPACE CRUSH” & “MARIE” Recorded at ONKIO HAUS & RVC,  |
| Mixed at RVC using MCI 16 Track Recorder & API Mixing Console |
| Assistant Engineer : 伊東俊郎 (ONKIO HAUS)                    |
|                                                               |
| Disc Mastering Engineer : 小鉄徹 (JVC)                        |
|                                                               |
| Original Art Direction : 佐藤憲吉                             |
| Original Design : 佐藤憲吉 & 杉山明                           |
| Cover Photographs : 小暮徹                                    |
| Inner Photographs : 伊島薫                                    |
| Re-issue Design: 高原宏 & 上原加代                            |
|                                                               |
| Originally Released in 1978/5/25 as RCA RVL-4701〜2           |

## Disc 5 『GO AHEAD!』 (BVJR-17005)

### 収録曲

#### Side A
1. OVERTURE （オーヴァーチュア）
  - Music by 山下達郎
  - ©1978 FUJIPACIFIC MUSIC INC.
2. LOVE CELEBRATION （ラブ・セレブレーション）
  - Words by JAMES RAGAN, Music by 山下達郎
  - © 1977 ALFA MUSIC, INC.
3. LET'S DANCE BABY （レッツ・ダンス・ベイビー）
  - Words by 吉岡治, Music by 山下達郎
  - © 1978 JUN & KEI MUSIC PUBLISHERS,INC.
4. MONDAY BLUE （マンデイ・ブルー）
  - Words & Music by 山下達郎
  - ©1978 FUJIPACIFIC MUSIC INC.
5. ついておいで (FOLLOW ME ALONG)
  - Words by 吉田美奈子, Music by 山下達郎
  - ©1978 FUJIPACIFIC MUSIC INC.

#### Side B
1. BOMBER （ボンバー）
  - Words by 吉田美奈子, Music by 山下達郎
  - ©1978 FUJIPACIFIC MUSIC INC.
2. 潮騒 (THE WHISPERING SEA)
  - Words by 吉田美奈子, Music by 山下達郎
  - ©1978 FUJIPACIFIC MUSIC INC.
3. PAPER DOLL （ペイパー・ドール）
  - Words & Music by 山下達郎
  - ©1978 FUJIPACIFIC MUSIC INC.
4. THIS COULD BE THE NIGHT （ディス・クッド・ビー・ザ・ナイト）
  - Words & Music by HARRY NILSSON
  - ©ROCK MUSIC,CO.
5. 2000トンの雨 (2000t OF RAIN)
  - Words & Music by 山下達郎
  - ©1978 FUJIPACIFIC MUSIC INC.

### クレジット
| Produced & Arranged by 山下達郎                               |
| Production Co-odinater : 小杉理宇造                           |
|                                                               |
| Recording & Mixing Engineer : 吉田保                          |
| Recording Studios : Onkio Haus, MEDIA & RVC                   |
| Mixed at RVC using MCI 16 Track Recorder & API Mixing Console |
| Assistant Engineer : 伊東俊郎 (ONKIO HAUS)                    |
|                                                               |
| Disc Mastering Engineer : 小鉄徹 (JVC)                        |
|                                                               |
| Original Art Direction & Illustration : 佐藤憲吉              |
| Original Design : 佐藤憲吉 & 杉山明                           |
| Cover Photographs : 小暮徹                                    |
| Re-issue Design : 高原宏 & 上原加代                           |
|                                                               |
| Originally Released in 1978/12/20 as RCA RVL-8037             |

## Disc 6 『MOONGLOW』 (BVJR-17006)

### 収録曲

#### Side A
1. 夜の翼 (NIGHTWING)
  - Words & Music by 山下達郎
  - ©1979 FUJIPACIFIC MUSIC INC.
2. 永遠のFULL MOON
  - Words by 吉田美奈子, Music by 山下達郎
  - ©1979 FUJIPACIFIC MUSIC INC.
3. RAINY WALK （レイニー・ウォーク）
  - Words by 吉田美奈子, Music by 山下達郎
  - ©1979 FUJIPACIFIC MUSIC INC.
4. STORM （ストーム）
  - Words by 吉田美奈子, Music by 山下達郎
  - ©1979 FUJIPACIFIC MUSIC INC.
5. FUNKY FLUSHIN' （ファンキー・フラッシン）
  - Words by 吉田美奈子, Music by 山下達郎
  - ©1979 FUJIPACIFIC MUSIC INC.

#### SIDE B
1. HOT SHOT （ホット・ショット）
  - Words by 吉田美奈子, Music by 山下達郎
  - ©1979 TENDERBERRY MUSIC INC.
2. TOUCH ME LIGHTLY （タッチ・ミー・ライトリー）
  - Words by CHRIS MOSDELL, Music by 山下達郎
  - © 1978 JUN & KEI MUSIC PUBLISHERS,INC.
3. SUNSHINE -愛の金色-
  - Words by 吉田美奈子, Music by 山下達郎
  - ©1979 FUJIPACIFIC MUSIC INC.
4. YELLOW CAB （イエロー・キャブ）
  - Words by 吉田美奈子, Music by 山下達郎
  - ©1979 FUJIPACIFIC MUSIC INC.
5. 愛を描いて -LET'S KISS THE SUN-
  - Words by 吉田美奈子, Music by 山下達郎
  - ©1979 FUJIPACIFIC MUSIC INC.

### クレジット
| Produced by 山下達郎 & 小杉理宇造                                                  |
| All Songs Arranged by 山下達郎                                                     |
| Production Co-odinater : 小杉理宇造                                                |
|                                                                                    |
| Recording Engineers : 益本憲之, 吉田保 & 梅津達男                                  |
| Mixed by 益本憲之                                                                  |
| except “LET'S KISS THE SUN” by 吉田保                                              |
| Recorded at SOUND CITY, ONKIO HAUS, CANYON HITOKUCHI-ZAKA, MEDIA & RVC             |
| Mixed at SOUND CITY using 3M 24 Track Recorder & API Mixing Console                |
| except “LET'S KISS THE SUN” Mixed at RVC                                           |
| Assistant Engineers : 関本俊 (SOUND CITY), 伊東俊郎 (ONKIO HAUS) & 後藤正 (CANYON) |
|                                                                                    |
| Disc Mastering Engineer : 小鉄徹 (JVC)                                             |
|                                                                                    |
| Original Art Direction : 奥村靫正                                                  |
| Original Design : THE STUDIO of TOKYO                                              |
| Cover Photographs : 小暮徹                                                         |
| Re-issue Design : 高原宏 & 上原加代                                                |
|                                                                                    |
| Originally Released in 1979/10/21 as AIR AIR-8001                                  |

## Disc 7 『RIDE ON TIME』 (BVJR-17007)

### 収録曲

#### Side A
1. いつか (SOMEDAY)
  - Words by 吉田美奈子, Music by 山下達郎
  - ©1980 SMILE PUBLISHERS INC.
2. DAYDREAM （デイドリーム）
  - Words by 吉田美奈子, Music by 山下達郎
  - ©1980 SMILE PUBLISHERS INC.
3. SILENT SCREAMER （サイレント・スクリーマー）
  - Words by 吉田美奈子, Music by 山下達郎
  - ©1980 SMILE PUBLISHERS INC.
4. RIDE ON TIME （ライド・オン・タイム）
  - Words & Music by 山下達郎
  - ©1980 FUJIPACIFIC MUSIC INC.

#### Side B
1. 夏への扉 (THE DOOR INTO SUMMER)
  - from the novel “The Door Into Summer” by Robert Heinlein
  - Words by 吉田美奈子, Music by 山下達郎
  - ©1980 TENDERBERRY MUSIC, INC.
2. MY SUGAR BABE （マイ・シュガー・ベイブ）
  - Words & Music by 山下達郎
  - ©1980 SMILE PUBLISHERS INC.
3. RAINY DAY （レイニー・デイ）
  - Words by 吉田美奈子, Music by 山下達郎
  - ©1980 TENDERBERRY MUSIC, INC.
4. 雲のゆくえに (CLOUDS)
  - Words by 吉田美奈子, Music by 山下達郎
  - ©1978 ALFA MUSIC, INC.
5. おやすみ (KISSING GOODNIGHT)
  - Words & Music by 山下達郎
  - ©1980 SMILE PUBLISHERS INC.

### クレジット
| Produced & Arranged by 山下達郎                                                        |
| Exective Producer : 小杉理宇造                                                         |
| Production Co-odinater : 内田宣政                                                      |
|                                                                                        |
| Recording Engineer : 吉田保                                                            |
| Recorded at CBS SONY Roppongi & NICHION                                                |
| Mixed at CBS SONY Roppongi B using STUDER A-80 24 Track Recorder & NEVE Mixing Console |
| Assistant Engineers : 伊東俊郎 & 高松幹大                                              |
|                                                                                        |
| Disc Mastering Engineer : 小鉄徹 (JVC)                                                 |
|                                                                                        |
| Original Art Direction : 奥村靫正                                                      |
| Original Design : THE STUDIO of TOKYO                                                  |
| Cover Photograph : 小暮徹                                                              |
| Re-issue Design : 高原宏 & 上原加代                                                    |
|                                                                                        |
| Originally Released in 1980/9/19 as AIR RAL-8501                                       |

## Disc 8 『FOR YOU』 (BVJR-17008)

### 収録曲

#### Side A
1. SPARKLE （スパークル）
  - Words by 吉田美奈子, Music by 山下達郎
  - ©1982 SMILE PUBLISHERS INC.
2. MUSIC BOOK （ミュージック・ブック）
  - Words by 吉田美奈子, Music by 山下達郎
  - ©1982 TENDERBERRY MUSIC, INC.
3. INTERLUDE A Part I （インタルードA パートI）
  - Music by 山下達郎
  - ©1982 SMILE PUBLISHERS INC.
4. MORNING GLORY （モーニング・グローリー）
  - Words & Music by 山下達郎
  - ©1982 SMILE PUBLISHERS INC.
5. INTERLUDE A Part II （インタルードA パートII）
  - Music by 山下達郎
  - ©1982 SMILE PUBLISHERS INC.
6. FUTARI （ふたり）
  - Words by 吉田美奈子, Music by 山下達郎
  - ©1982 SMILE PUBLISHERS INC.

#### Side B
1. LOVELAND, ISLAND （ラブランド・アイランド）
  - Words & Music by 山下達郎
  - ©1982 SMILE PUBLISHERS INC.
2. INTERLUDE B Part I （インタルードB パートI）
  - Music by 山下達郎
  - ©1982 SMILE PUBLISHERS INC.
3. LOVE TALKIN' (Honey It's You) （ラブ・トーキン）
  - Words by 吉田美奈子, Music by 山下達郎
  - ©1982 SMILE PUBLISHERS INC.
4. HEY REPORTER! （ヘイ・リポーター!）
  - Words & Music by 山下達郎
  - ©1982 SMILE PUBLISHERS INC.
5. INTERLUDE B Part II （インタルードB パートII）
  - Music by 山下達郎
  - ©1982 SMILE PUBLISHERS INC.
6. YOUR EYES （ユア・アイズ）
  - Words by ALAN O'DAY, Music by 山下達郎
  - ©1982 WARNER ⁄ CHAPPELL MUSIC, JAPAN K.K. & SMILE PUBLISHERS INC.

### クレジット
| Produced & Arranged by 山下達郎                                                                 |
| Exective Producer : 小杉理宇造                                                                  |
| Production Co-odinater : 内田宣政                                                               |
|                                                                                                 |
| Recording Engineers : 吉田保 & 伊東俊郎                                                         |
| Mixed by 吉田保                                                                                 |
| Recorded & Mixed at CBS SONY Roppongi using STUDER A-80 24 Track Recorder & NEVE Mixing Console |
| Assistant Engineers : 大森政人, 渡辺茂実 & 深田晃                                               |
|                                                                                                 |
| Disc Mastering Engineer : 小鉄徹 (JVC)                                                          |
|                                                                                                 |
| Original Art Direction : 高原宏                                                                 |
| Illustration : 鈴木英人                                                                         |
| Re-issue Design : 高原宏 & 上原加代                                                             |
|                                                                                                 |
| Originally Released in 1982/01/21 as AIR RAL-8801                                               |

## Disc 9 『SPECIAL BONUS DISC』 (BVJR-17009)

### 解説
2002年のRCA ⁄ AIRカタログCD再発に際しては、それぞれに何曲かのボーナス・トラックが加えられていたが、アナログ盤では収録時間の制約上、ボーナス・ディスクという形で個別に作成された。収録曲については以下の理由からCD収録のものとは別の作品からも選択された。
1. アナログ・ボックス購入者のほとんどは、おそらくCDもすべて持っていると考えられるので、CD版のボーナス・トラックとすべてを重複させるのは良くないと考えたため。
2. 今回のボーナス・トラック選定に際して、オリジナル・マスターが発見できなかったり、経年変化で使用に耐えられないといった事情から、収録を断念したソースが相当数あったとし、そんな中で音質等の面でCD収録は無理でもアナログ盤なら許されるのではというものがあり、このアナログ・ボーナス・ディスクでは、CDに収録可能なクォリティに達していないソース、デモ・テープ、CDマスタリング終了後に発見されたもの、一発録りのライブ・ソース音源などが集められた。ただ、それだけではブートレグみたいになってしまうので、この機会にアナログ化しておきたかったという<RIDE ON TIME>[注釈 2]のシングル・ヴァージョンと<あまく危険な香り>[注釈 3]も収録曲に加えられた。

山下によれば「結果、このアナログ・ボーナス・ディスクは、よほどの山下達郎ファンの方でなければおすすめできない内容になってしまいました。逆に昔からのコアな方ほど喜んでいただけるのではと思っています」とし、「これでRCA ⁄ AIR時代の未発表音源で使えるものはほとんど出し尽くしました。ちょっと出し過ぎちゃってハズカシイくらいです」ともしている。

### 収録曲

#### Side A
1. RIDE ON TIME （ライド・オン・タイム） [シングル・ヴァージョン -Single Version-]
<RIDE ON TIME>は最初にシングル[注釈 2]が出た後、アルバム用に新たに再録音されたため、シングルとアルバムで録音が異なり、ヴァージョンが二つ存在する。ヒット・ソングとして広く認知されているのはシングル・ヴァージョンの方だったが、このシングル・ヴァージョンは今までアナログ・CDともにベスト・アルバム『GREATEST HITS! OF TATSURO YAMASHITA』[注釈 4]だけでしか聴けなかった。他の編集盤に入っていたのはすべてアルバム・ヴァージョンだったので、本盤収録により20年ぶりのLP化となった。
2. 言えなかった言葉を [ニュー・ヨーク・ヴァージョン -New York Version-] （未発表 -Previously Unreleased-）
もとはアルバム『CIRCUS TOWN』[注釈 5]用に書かれた曲で、ニュー・ヨークで一度録音された。ところがキーの設定を誤ってしまい、いざ歌ってみると高すぎて苦しいとの理由で泣く泣くボツにしてアルバム『SPACY』[注釈 6]の時にキーを下げてやり直したという事情があった、そのオリジナル・ヴァージョン。山下曰く「オーケストレイションは素晴らしいのに惜しいことをしたが、今になってみれば『SPACY』[注釈 6]のテイクもそれはそれで小ぢんまりとして歌詞の世界にも合っているので、結果オーライだったかなと思っている」[1]という。『SPACY』[注釈 6]ヴァージョンでもチャーリー・カレロの書いたブラスのスコアが使われているので、同じフレーズが展開されている。オリジナル・マスターが発見できなかったため、仮ミックスのカセット・テープから起こされている。
3. EVERY NIGHT （エヴリ・ナイト） （未発表 -Previously Unreleased-）
竹内まりやのアルバム『Miss M』[注釈 7]のために書き下ろされた曲で、山下自身用にレコーディングされたが、結局未発表のままに終わったもの。この曲がアラン・オデイと仕事をした最初の作品で、詞が先だったという。未完成のトラックだったので歌はリハーサル用の仮歌で、間奏なども入っていない。リマスター盤『FOR YOU』[注釈 8]にボーナス・トラックとしても収録されている。後にオールタイム・ベスト『OPUS 〜ALL TIME BEST 1975-2012〜』[注釈 9]初回限定盤のみ収録のボーナス・ディスクに“2012 NEW REMASTER”として再リマスターにて収録された。
4. MY SUGAR BABE （マイ・シュガー・ベイブ） [TVタイトルバック -TV Titleback-] （未発表 -Previously Unreleased-）
アルバム『RIDE ON TIME』[注釈 10]収録曲<MY SUGAR BABE>は、アルバム発売後に勝新太郎監督・主演のTVドラマ『警視-K』のテーマ・ソングになった。これはエンディングのタイトル・バック用にレコーディングされたショート・ヴァージョン。
5. RIDE ON TIME （ライド・オン・タイム） [詞・曲違い別ヴァージョン デモ -Different Version(Demo)-] （未発表 -Previously Unreleased-）
<RIDE ON TIME>はTVコマーシャルのタイアップ・ソングだったが、この当時のCMではしばしば、プレゼンテーション用に曲を2タイプ提出することが慣行とされていた。山下曰く“あまり意味のない作業だった”[1]というが、そのため、この曲にも詞・曲のまったく違う別のヴァージョンが存在する。デモ・テープ目的の録音ではあるものの、ライブの終演後にメンバー全員でスタジオへ直行して録音されたので、コーラスやサックス等が入っている。当時ディレクターだった小杉理宇造はこのデモが気に入っていて、この曲は後に<ONE MORE TIME>という詞がつけられ、近藤真彦のシングル<永遠に秘密さ>[注釈 11]のカップリング曲となった。
6. INTERLUDE I （インタルード I） （未発表 -Previously Unreleased-）
アルバム『RIDE ON TIME』[注釈 10]制作時に、曲と曲の間にはさむ目的で録音されたものの、未使用に終わった短いインスト・ナンバー。5人のメンバーによる一発録り。リマスター盤『RIDE ON TIME』[注釈 12]にボーナス・トラックとしても収録されている。

#### Side B
1. あまく危険な香り
アルバム『FOR YOU』[注釈 13]発売直後に発売されたシングルで、TBS系の同名ドラマの主題歌となった。もともとは自分より年上のベテランのシンガーに歌ってもらうと思い作られた曲だったが、小杉の勧めで自分自身のシングルとして発表することになったとし、間奏の低音のピアノのフレーズ等、それまでなかった“アダルト路線”の曲調が逆に新鮮に感じてもらえたようだともいう[1]。この曲もシングル・ヴァージョンの<RIDE ON TIME>同様、『GREATEST HITS!』[注釈 4]以来20年ぶりのLP化となった。
2. SUNSHINE -愛の金色- [ライブ -Live Version-] （未発表 -Previously Unreleased-）
シングル<RIDE ON TIME>[注釈 2]発売の2日後、1980年5月3日に中野サンプラザで行われたライブのPAアウトから場内放送へ送られるラインを録音したテープからのライブ音源。当時はまだ録音機材車を会場に横付けしてライブ・レコーディングできるほどの身分ではなかったとして、現在残っているのはこうした同録テープのみだという。テープのコンディションも悪く、数曲しか試聴に耐えられなかったというが、いい機会だとして収録された。
3. 夜のシルエット（仮題） [“ブルー・ホライズン” 歌詞違い -“BLUE HORIZON” Different Lyrics-] （未発表 -Previously Unreleased-）
竹内まりやのアルバム『UNIVERSITY STREET』[注釈 14]のために書き下ろされた<ブルー・ホライズン>のメロディーに元の作詞者である大貫妙子が違う歌詞をつけたもの。1980年に録音されたが放置されたままで今日に至ったという。このトラックも後に『OPUS』[注釈 9]初回限定盤のみ収録のボーナス・ディスクに“FIRST ON CD”として初CD化された。
4. 愛を描いて -LET'S KISS THE SUN- [ライブ -Live Version-] （未発表 -Previously Unreleased-）
山下にとって1980年当時で一番思い出に残っているライブは冷夏の8月2日、葉山マリーナでの土砂降りの中の野外ライブだという。その時の音は現在、PAアウトからのカセットが一本、しかも前後が欠けた形でしか現存していないという。山下によれば「音質・バランスともに最悪ですが、メンバー全員ずぶ濡れでの演奏の緊張感が、私にあの日の記憶をよみがえらせてくれます」[1]という。正式なライブ・レコーディングがないことから、“強引に”[1]収録された。
5. INTERLUDE II （インタルード II） （未発表 -Previously Unreleased-）
<INTERLUDE I>と同様の目的で録音された別パターンの曲。山下にとってミュージシャン人生で唯一書かれた7拍子の曲だという[1]。このインタルードというアイデアは、ひとりアカペラというコンセプトに変更され、次作『FOR YOU』[注釈 13]で実践された。<INTERLUDE I>と同じく、リマスター盤『RIDE ON TIME』[注釈 12]にボーナス・トラックとしても収録されている。

### クレジット

#### RIDE ON TIME （ライド・オン・タイム） [シングル・ヴァージョン -Single Version-]
| Words & Music by 山下達郎                             |
| ©1980 FUJIPACIFIC MUSIC INC.                          |
|                                                       |
| Originally Released in 1980/5/1 as Single AIR AIR-503 |
|                                                       |

| 山下達郎 : | - Electric Guitar (Right), Kalimba, Percussion - & Background Vocals |

| 青山純 : Drums                    |
| 伊藤広規 : Bass                   |
| 椎名和夫 : Electric Guitar (Left) |
| 難波弘之 : Keyboards              |
| 土岐英史 : Alto Sax Solo          |
| 吉田美奈子 : Background Vocals    |
|                                   |
| 数原晋 : Trumpet                  |
| 岸義和 : Trumpet                  |
| 向井滋春 : Trombone               |
| 粉川忠範 : Tromnbone              |
| 村岡建 : Tenor Sax                |
| 砂原俊三 : Baritone Sax           |

#### 言えなかった言葉を [ニュー・ヨーク・ヴァージョン -New York Version-]
| Words by 吉田美奈子, Music by 山下達郎 |
| ©1977 FUJIPACIFIC MUSIC INC.           |
|                                        |
| Recorded in 1976/8                     |
|                                        |
| Allan Schwartzberg : Drums             |
| Will Lee : Bass                        |
| Jeff Mironov : Electric Guitar(Left)   |
| John Toropea : Electric Guitar(Right)  |
| Pat Rebillot : Acoustic Piano          |
| George Young : Alto Sax Solo           |
|                                        |
| Randy Brecker : Trumpet                |
| John Faddis : Trumpet                  |
| David Taylor : Trombone                |
| Wayne Andre : Trombone                 |
| George Marge : Tenor Sax & Clarinet    |
| Rameo Penque : Baritone Sax            |
| Gene Orloff : Strings Concert Master   |

#### EVERY NIGHT （エヴリ・ナイト）
| Words by ALAN O'DAY, Music by 山下達郎  |
| ©1980 NICHION, INC                      |
|                                         |
| Recorded in 1981/8                      |
|                                         |
| 山下達郎 : Electric Guitar & Percussion |
| 青山純 : Drums                          |
| 伊藤広規 : Bass                         |
| 難波弘之 : Keyboards                    |
| 浜口茂外也 : Percussion                 |

#### MY SUGAR BABE （マイ・シュガー・ベイブ） [TVタイトルバック -TV Titleback-]
| Words & Music by 山下達郎   |
| ©1980 SMILE PUBLISHERS INC. |
|                             |
| Recorded in 1980/7/30       |
|                             |

| 山下達郎 : | Electric Guitar (Left), Glocken & Background Vocals |

| 青山純 : Drums                     |
| 伊藤広規 : Bass                    |
| 椎名和夫 : Electric Guitar (Right) |
| 難波弘之 : Keyboards               |

#### RIDE ON TIME （ライド・オン・タイム） [詞・曲違い別ヴァージョン デモ -Different Version (Demo)-]
| Words & Music by 山下達郎   |
| ©2001 SMILE PUBLISHERS INC. |
|                             |
| Recording date unknown      |
|                             |

| 山下達郎 : | - Electric Guitar (Left), Percussion - & Background Vocals |

| 青山純 : Drums                     |
| 伊藤広規 : Bass                    |
| 椎名和夫 : Electric Guitar (Right) |
| 難波弘之 : Keyboards               |
| 土岐英史 : Alto Sax                |
| 吉田美奈子 : Background Vocals     |

#### INTERLUDE I （インタルード I）
| Music by 山下達郎                  |
| ©2001 SMILE PUBLISHERS INC.        |
|                                    |
| Recorded in 1980/7                 |
|                                    |
| 山下達郎 : Electric Guitar (Right) |
| 青山純 : Drums                     |
| 伊藤広規 : Bass                    |
| 椎名和夫 : Electric Guitar (Left)  |
| 難波弘之 : Keyboards               |

#### あまく危険な香り
| Words & Music by 山下達郎                             |
| ©1982,1992 NICHION, INC                               |
|                                                       |
| Originally Released in 1982/4/5 as Single AIR RAS-508 |
|                                                       |

| 山下達郎 : | - Electric Guitar (Left), Acoustic Piano Solo - & Percussion |

| 青山純 : Drums                     |
| 伊藤広規 : Bass                    |
| 松木恒秀 : Electric Guitar (Right) |
| 難波弘之 : Electric Piano          |
| 浜口茂外也 : Percussion            |
|                                    |
| 数原晋 : Trumpet                   |
| 小林正弘 : Trumpet                 |
| 向井滋春 : Trombone                |
| 粉川忠範 : Tromnbone               |
| 村岡建 : Tenor Sax                 |
| 砂原俊三 : Baritone Sax            |
| 多忠明 : Strings Concert Master    |
| 佐久間正英 : Strings Arrangement   |

#### SUNSHINE -愛の金色- [ライブ -Live Version-]
| Words by 吉田美奈子 Music by 山下達郎                |
| ©1979 FUJIPACIFIC MUSIC INC.                         |
|                                                      |
| Recorded Live at NAKANO SUN PLAZA, Tokyo in 1980/5/3 |
|                                                      |
| 山下達郎 : Lead Vocal & Cowbell                      |
| 青山純 : Drums                                       |
| 伊藤広規 : Bass                                      |
| 椎名和夫 : Electric Guitar                           |
| 難波弘之 : Keyboards                                 |
| 土岐英史 : Alto Sax                                  |
| 和田夏代子 : Background Vocal                        |
| 鈴木宏子 : Background Vocal                          |

#### 夜のシルエット（仮題） [“ブルー・ホライズン” 歌詞違い -“BLUE HORIZON” Different Lyrics-]
| Words by 大貫妙子, Music by 山下達郎 |
| ©2001 SMILE PUBLISHERS INC.          |
|                                      |
| Recorded in 1980/7/9                 |
|                                      |
| 山下達郎 : Electric Guitar           |
| 青山純 : Drums                       |
| 伊藤広規 : Bass                      |
| 難波弘之 : Keyboards                 |
| 土岐英史 : Alto Sax                  |

#### 愛を描いて -LET'S KISS THE SUN- [ライブ -Live Version-]
| Words by 吉田美奈子, Music by 山下達郎               |
| ©1979 FUJIPACIFIC MUSIC INC.                         |
|                                                      |
| Recorded Live at HAYAMA MARINA, Kanagawa in 1980/8/2 |
|                                                      |
| 山下達郎 : Lead Vocal & Electric Guitar              |
| 青山純 : Drums                                       |
| 伊藤広規 : Bass                                      |
| 椎名和夫 : Electric Guitar                           |
| 難波弘之 : Keyboards                                 |
| 土岐英史 : Alto Sax                                  |
| 和田夏代子 : Background Vocal                        |
| 鈴木宏子 : Background Vocal                          |

#### INTERLUDE II （インタルード II）
| Music by 山下達郎                  |
| ©2001 SMILE PUBLISHERS INC.        |
|                                    |
| Recorded in 1980/7                 |
|                                    |
| 山下達郎 : Electric Guitar (Right) |
| 青山純 : Drums                     |
| 伊藤広規 : Bass                    |
| 椎名和夫 : Electric Guitar (Left)  |
| 難波弘之 : Keyboards               |

### スタッフ
| Produced & Arranged by 山下達郎                                                         |
| except A-2 by CHARLES CALELLO                                                           |
| Executive Producer : 小杉理宇造                                                         |
| Recording Engineer : 吉田保                                                             |
| except A-2 by JOE JORGENSEN                                                             |
|                                                                                         |
| Recorded at CBS SONY Roppongi (A-1,3,6,B-1,3,5), ONKIO HAUS (A-4,5) & MEDIA SOUND (A-2) |
| B-2 Recorded Live at NAKANO SUN PLAZA                                                   |
| B-4 Recorded Live at HAYAMA MARINA                                                      |
| Mixed at PLANET KINGDOM, Tokyo in 2001                                                  |
| except A-1 at RVC in 1980                                                               |
| A-2 at MEDIA SOUND, NY in 1976                                                          |
| B-1 at CBS SONY Roppongi B in 1982                                                      |
| Disc Mastering Engineer : 小鉄徹 (JVC)                                                  |
|                                                                                         |
| Art Direction & Design : 高原宏 & 上原加代                                              |

## 復刻オリジナル・シングル盤ジャケット
- レッツ・ダンス・ベイビー (RCA:RVS-543)
- 愛を描いて -Let's Kiss The Sun- (RCA:RVS-548)
- 永遠のFULL MOON (AIR:AIR-501)
- RIDE ON TIME (AIR:AIR-503)
- My Sugar Babe (AIR:RAS-501)
- あまく危険な香り (AIR:RAS-508)
- BOMBER (RCA:RVS-543)  –  関西のディスコでのヒットを受け、シングルの裏面を入れ替えて制作された臨時のジャケット。
- Windy Lady / 夏の陽 (RCA:SJLD-3005)  –  プロモ盤。
- Loveland, Island / YOUR EYES (RCA:SJLD-3017)  –  ラジオ・オンエア用プロモ盤。

## スタッフ
- Illustlation : Eizin Suzuki
- Design : Hiroshi Takahara

## リリース日一覧
| 地域 | 発売日        | リリース                 | 規格 | 品番          | 備考 |
| ---- | ------------- | ------------------------ | ---- | ------------- | --- |
| 日本 | 2002年2月20日 | RCA ⁄ AIR ⁄ BMG FUNHOUSE | 9LP  | BVJR-17001〜9 | BOXのために新たに“スペシャル・ボーナス・ディスク”を1枚追加封入（CDのボーナス・トラックにはない未発表音源も収録）した、LP9枚組、各180g重量盤仕様、シリアル・ナンバー入りの初回生産限定商品。 |